# رابط نرخ اولیه
رابط نرخ اولیه (به انگلیسی: Primary Rate Interface) یا PRI یک استاندارد رابط مخابراتی است که در شبکه دیجیتالی خدمات یکپارچه برای ارسال چند صدا و داده بین شبکه و مشترک استفاده می‌شود.
رابط نرخ اولیه استانداردی برای ارائه خدمات مخابراتی برای شرکت‌ها می‌باشد. این رابط در آمریکا، کانادا و ژاپن مبتنی بر T1 و در اروپا، استرالیا و ایران مبتنی بر E1 می‌باشد.
E1 مشتمل بر ۳۰ کانال حامل و یک کانال داده با ظرفیت ۲ میلیون باد است. اولین فاصله زمانی در T1 برای همزمان سازی است و یک کانال داده یا حامل محسوب نمی‌شود. کانال داده معمولاً فاصله زمانی ۱۶ را در E1 دارد، در حالی که فاصله زمانی ۲۴ را در T1 دارد.

## انواع سرویس‌های ISDN
- BRI: دو کانال حامل ۶۴ کیلوباد و یک کانال داده ۶۴ کیلوباد دارد که برای شرکت‌های کوچک و منازل مسکونی مناسب است.
- PRI: برای سازمان‌های بزرگ است، با کانال داده ۶۴ کیلوباد و ۲۳ یا ۳۰ کانال حامل.

هر کانال حامل، داده، صدا و دیگر خدمات را حمل می‌کند. کانال داده اطلاعات کنترلی و سیگنالینگ را حمل می‌کند.

## کاربردها
کانال‌های PRI معمولاً توسط شرکت‌های متوسط تا بزرگ مجهز به شبکه تلفن خصوصی درخواست می‌شوند تا به شبکه تلفن شهری دسترسی به صورت دیجیتال داشته باشند. کانال‌های حامل می‌توانند برای مقاصد خاص مانند ویدیو کنفرانس مورد استفاده قرار بگیرند.
کانال‌های PRI و «تماس مستقیم داخلی» به عنوان وسیله معمول تحویل تماس‌های ورودی به درگاه‌های وویپ از شبکه تلفن شهری نیز کاربرد دارند.